# Gottfried Dauner

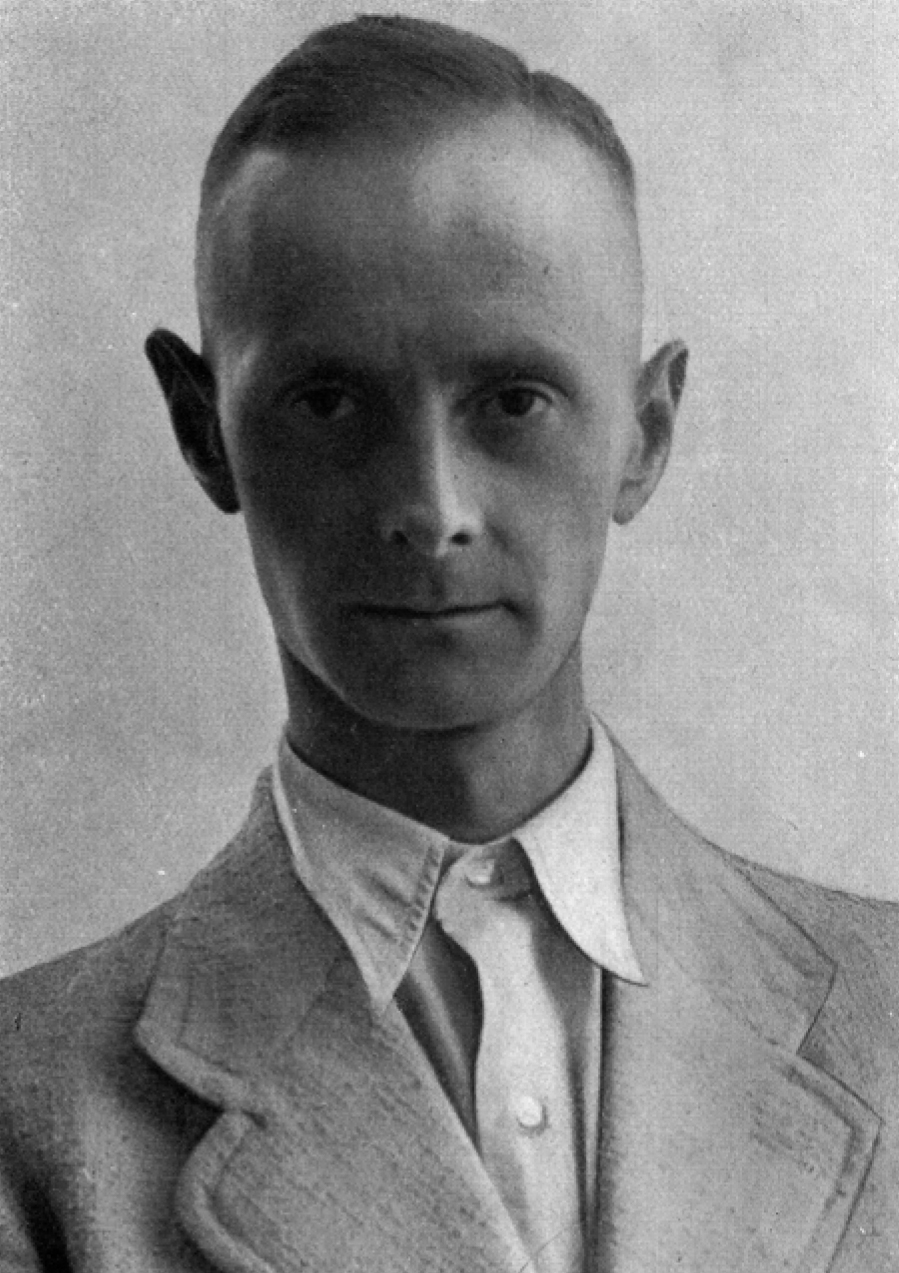
Gottfried Dauner

Gottfried Dauner (* 10. Mai 1908 in Kempten (Allgäu); † 21. Dezember 1980) war ein deutscher Architekt. Dauner wirkte in Bamberg und war ein Schüler German Bestelmeyers, des Erbauers der Friedenskirche in Nürnberg und der Erlöserkirche in Bamberg (1930–1933).
Dauner gilt als Erbauer der Nürnberger Reformations-Gedächtnis-Kirche am Maxfeld, Berliner Platz 11, in den Jahren 1935–1938. Bestelmeyer selbst war Mitglied des vergebenden Preisgerichts und schuf die Entwürfe für die Steinkanzel und den Tischaltar mit den Evangelistensymbolen. Dauner interpretierte seinen romanisierenden Bau als das „wuchtige, trutzige Gedächtnismal der Reformation“ und „Ausdruck unserer heutigen, herben, kämpferisch-heldischen Zeit“.
Zu seinen weiteren Werken gehört das Langhaus der evangelisch-lutherischen Kreuzkirche in Oberndorf, das er 1938/1940 gemeinsam mit Horst Schwabe neu errichtete. Eine Liste seiner gesamten Projekte ist im Architekturmuseum der Technischen Universität München zu finden.
Nach dem Krieg versuchte er sich auch als Erfinder. In den Jahren 1954 bis 1956 wurden in Deutschland insgesamt 11 Patente auf seinen Namen registriert.

## Leben

### Ausbildung
Er machte das Abitur an der Oberrealschule Aalen, heute: Schubart-Gymnasium Aalen. Zum Studium der Architektur ging er an die Technische Hochschule München.
Nach Einberufung zum Wehrdienst und anschließendem Fronteinsatz in der Heeresgruppe Kurland geriet er in sowjetische Gefangenschaft. Er konnte aus der Gefangenschaft flüchten und schlug sich zu Fuß über Skandinavien bis in die Heimat durch.
1956 wanderte er nach British Columbia (Kanada) aus, kehrte aber nach einigen Jahren nach Deutschland zurück.

### Privates

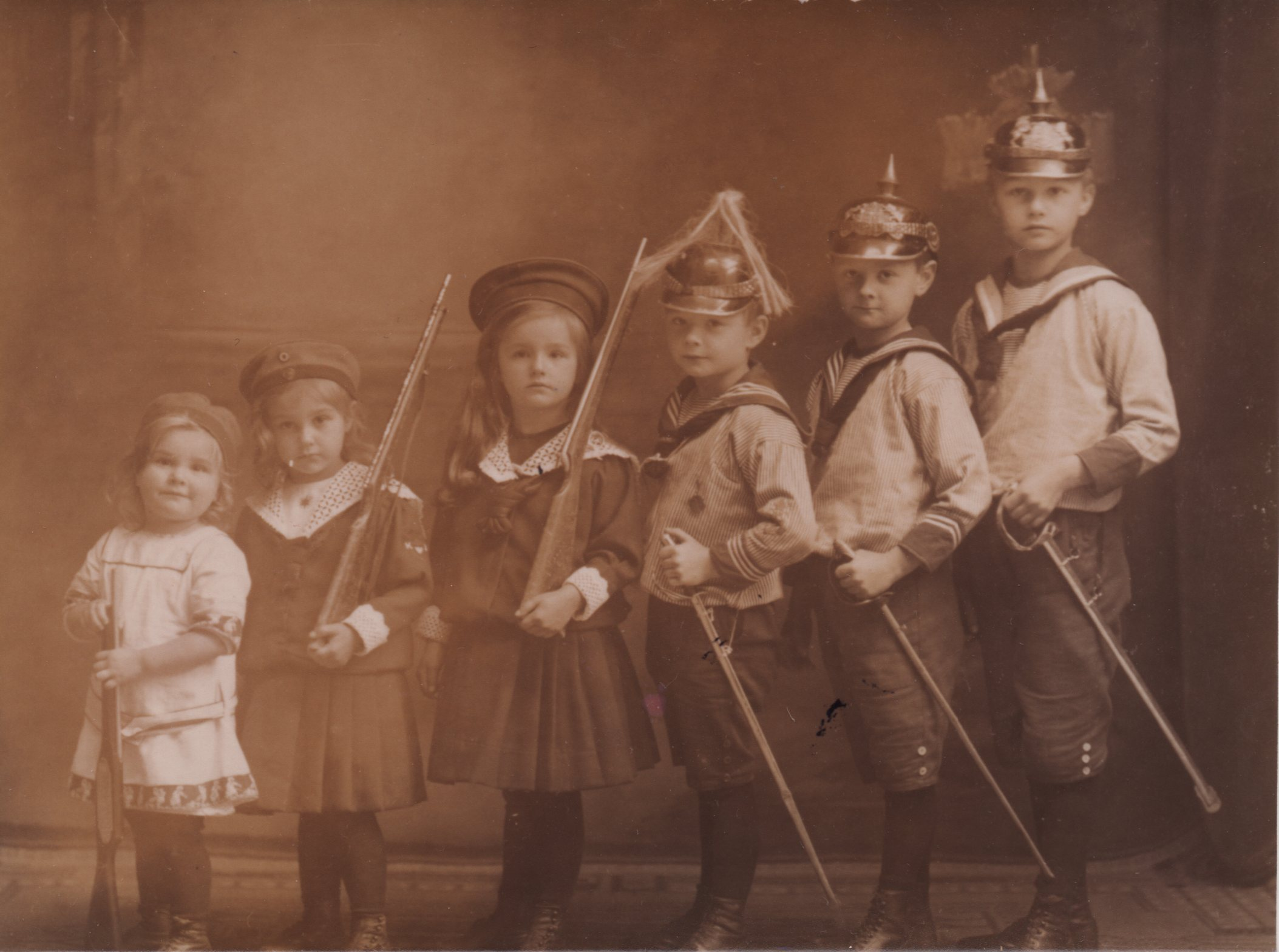
Gottfried Dauner 2.v.r.

Gottfried Dauner war der zweite Sohn des Bankdirektors Gottfried Dauer aus Landsberg/Lech und seiner Frau Luise Hedwig Dauner geb. Maser.
Er war verheiratet mit Maria Dauner (geb. Reising) aus Bamberg. Die Ehe blieb kinderlos.